# Limentra

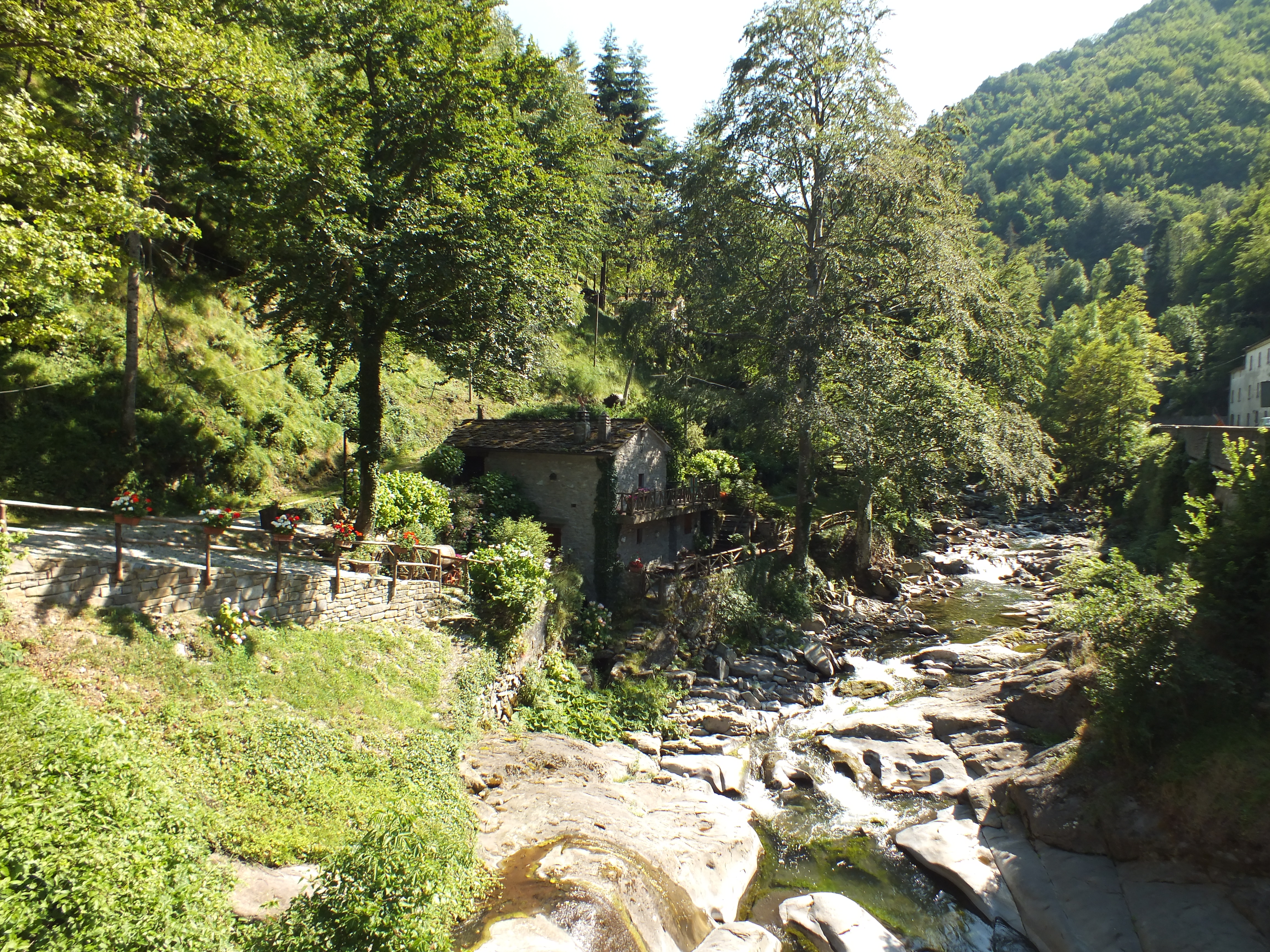
Limentra di Sambuca

Limentra è il nome di due torrenti dell'Appennino pistoiese, pratese e bolognese, entrambi affluenti di destra del fiume Reno che danno il nome alla valle del Limentra. Entrambi sono caratterizzati da buone portate d'acqua anche minime (sono tra i maggiori tributari del Reno) ed entrambi caratterizzati, proprio per questo, da intenso sfruttamento a scopo idroelettrico, come del resto tutto l'alto bacino del Reno. Il toponimo, in entrambi i casi, ha indifferentemente genere femminile o maschile.

## Limentra di Sambuca od occidentale o superiore
Il Limentra di Sambuca o Limentra occidentale o Limentra superiore nasce dal Monte la Croce (1.319 m) nell'alto Appennino Pistoiese. Dapprima il suo corso volge a sud, poi, presso il Passo della Collina o Passo della Porretta (932 m), compie una curva che lo porta ad imboccare una stretta e boscosissima gola con direzione nord, nella quale riceve da destra e da sinistra numerosi piccoli affluenti (Forra dei Tre Legni, ecc.). Bagna Sambuca Pistoiese. Presso la frazione di Pàvana di questo comune sparso è sbarrato, dal 1925, da una diga ad archi multipli a pianta rettilinea con contrafforti in conglomerato cementizio armato, alta 54 m, con quota del coronamento a 472,50 m, che forma il bacino di Pavana (capacità 900.000 metri cubi d'acqua). Poche centinaia di metri a valle della diga sfocia nel Reno a Ponte della Venturina (al confine fra Toscana ed Emilia-Romagna), dopo 19,4 Km di corso e dopo avere emunto un bacino idrografico di 44,5 km². Le portate massime possono arrivare a 160 m³/s nelle piene bicentenarie e a 130 m³/s nelle piene trentennali. Le portate medie annue, prima dell'indigamento, sono dell'ordine di almeno 2 m³/s.
Una galleria sotterranea collega il bacino di Pavana con il bacino di Molino del Pallone ricevendo, per gravità, le acque del Reno, mentre un'altra galleria adduce il complesso delle acque del Reno e del Limentra Occidentale al lago di Suviana sul Limentra Orientale, sempre per gravità, allo scopo di alimentare l'importante invaso di Suviana per sfruttamento idroelettrico.
Ha acque relativamente abbondanti in ogni stagione e la sua sorgente è stata captata a scopo idrico per l'acquedotto di Pistoia. Il suo corso si svolge interamente in Toscana.

## Limentra di Treppio, inferiore od orientale
Il Limentra inferiore o Limentra orientale nasce dal Monte La Croce, presso Badia a Taona, non lontano dall'altro Limentra e dal Limentrella. Percorre una stretta e boscosissima valle (la Foresta demaniale dell'Acquerino) e svolta quasi subito in direzione nord, in località Ponte a Rigoli dove riceve l'affluente di destra Limentrino, che segna per un tratto il confine fra i comuni di Pistoia e Cantagallo, quindi fra le province di Pistoia e di Prato. Presso la confluenza con la Limentrella di Treppio (lunghezza 7,4 km, bacino di 24,8 km², con sorgenti dal Monte La Croce), appena superato l'abitato di Lentula dove è situata la sorgente di acqua minerale Lentula, entra nella città metropolitana di Bologna.
In località Suviana di Castel di Casio è sbarrato, dal 1933, da un'imponente diga a gravità massiccia in muratura, leggermente arcuata (altezza variabile da 97 a 89 m, quota del coronamento 472,50 m) che forma il bacino artificiale di Suviana, avente capacità 43.850.000 m³ d'acqua, uno dei più rilevanti dell'Appennino sia per capacità, sia per potenza della centrale idroelettrica connessa.
Il Limentra orientale percorre poi una valle assai incassata nel tratto immediatamente a valle di Suviana (Gola di Castrola) che poi si allarga avvicinandosi alla confluenza col Reno, nel quale sfocia dopo 31 km di corso, di fronte a Riola di Vergato, dopo aver lambito la celebre Rocchetta Mattei e ricevuto altri numerosi torrenti e ruscelli specialmente dal massiccio del monte Vigese (1.091 m). La superficie del bacino idrografico è di 145,1 km².
Al Bacino di Suviana, oltre alle acque del Reno e delle due Limentra, adducono, mediante una condotta forzata, anche le acque del Bacino del Brasimone, sì che il complesso Suviana-Brasimone costituisce la principale centrale idroelettrica dell'Appennino Settentrionale e la seconda di tutto l'Appennino dopo il complesso Nera-Velino nell'Umbria, collocandosi, peraltro, a livelli di potenza e produzione assolutamente comparabili con le grandi centrali idroelettriche alpine.
Ha acque naturalmente assai abbondanti in ogni stagione (prima degli indigamenti e dell'intensivo sfruttamento antropico delle sorgenti, le portate alla foce oscillavano da minimi assoluti di 1,5 m³/s, a medie di 7 m³/s, fino a massimi assoluti stimabili a ben 450 m³/s nelle piene bicentenarie e 340 m³/s nelle piene trentennali), attraversando anche zone di terreni semipermeabili, sebbene il tratto a valle della diga di Suviana sia quasi asciutto nella stagione estiva a causa dell'indigamento e della sistematica captazione delle sorgenti a scopo antropico; ma proprio in questo tratto, assai pericoloso in concomitanza con gli improvvisi rilasci d'acqua dal bacino di Suviana (le portate passano in pochi minuti da meno di 1 a oltre 50 metri cubi al secondo ed anche più) si svolgono impegnative gare di canoa, per le quali il torrente è assai rinomato.

## Citazioni
Il Limentra è citato, in funzione autobiografica, da Francesco Guccini nella sua canzone Amerigo ("Un sogno lungo il suono continuo ed ossessivo che fa il Limentra"), e ricompare nella produzione del cantautore, usato curiosamente come voce nel brano L'ultima volta. Compare, inoltre, in due romanzi dello stesso Guccini, "Cròniche Epafániche" ("Il fiume è il fiume per eccellenza, per antonomasia, non c'è Orinoco o Rio delle Amazzoni che tenga") e "Tralummescuro" ("Il fiume, ah, il fiume per esserci c'è ancora, lui"). È apparso anche nell'ultima canzone cantata dall'artista dal nome "Natale a Pavana", appartenente all'album Note di viaggio.